# Puente la Reina de Jaca
Puente la Reina de Jaca är en kommun i Spanien.   Den ligger i provinsen Provincia de Huesca och regionen Aragonien, i den nordöstra delen av landet, 300 km nordost om huvudstaden Madrid. Antalet invånare är 286. Arean är 48 kvadratkilometer.
Terrängen i Puente la Reina de Jaca är kuperad åt sydost, men åt nordväst är den platt.